# 44 Camelopardalis
44 Camelopardalis är en gulvit stjärna i stjärnbilden Lodjuret. Trots sin Flamsteed-beteckning tillhör den inte Giraffens stjärnbild. Den ligger på gränsen mellan stjärnbilderna och fick byta tillhörighet vid översynen av gränser mellan stjärnbilderna år 1930 och benämns efter bytet av stjärnbild ofta med sin HD-beteckning HD 55944.
44 Cam har visuell magnitud +7,57 och kräver fältkikare för att kunna observeras. Den befinner sig på ett avstånd av ungefär 310 ljusår.